# Spanx
Spanx, Inc. ist ein US-amerikanischer Hersteller von Unterwäsche, der sich auf Shapewear von Slips und Leggings konzentriert. Es wurde im Jahr 2000 von Sara Blakely in Atlanta, Georgia, gegründet.

## Geschichte

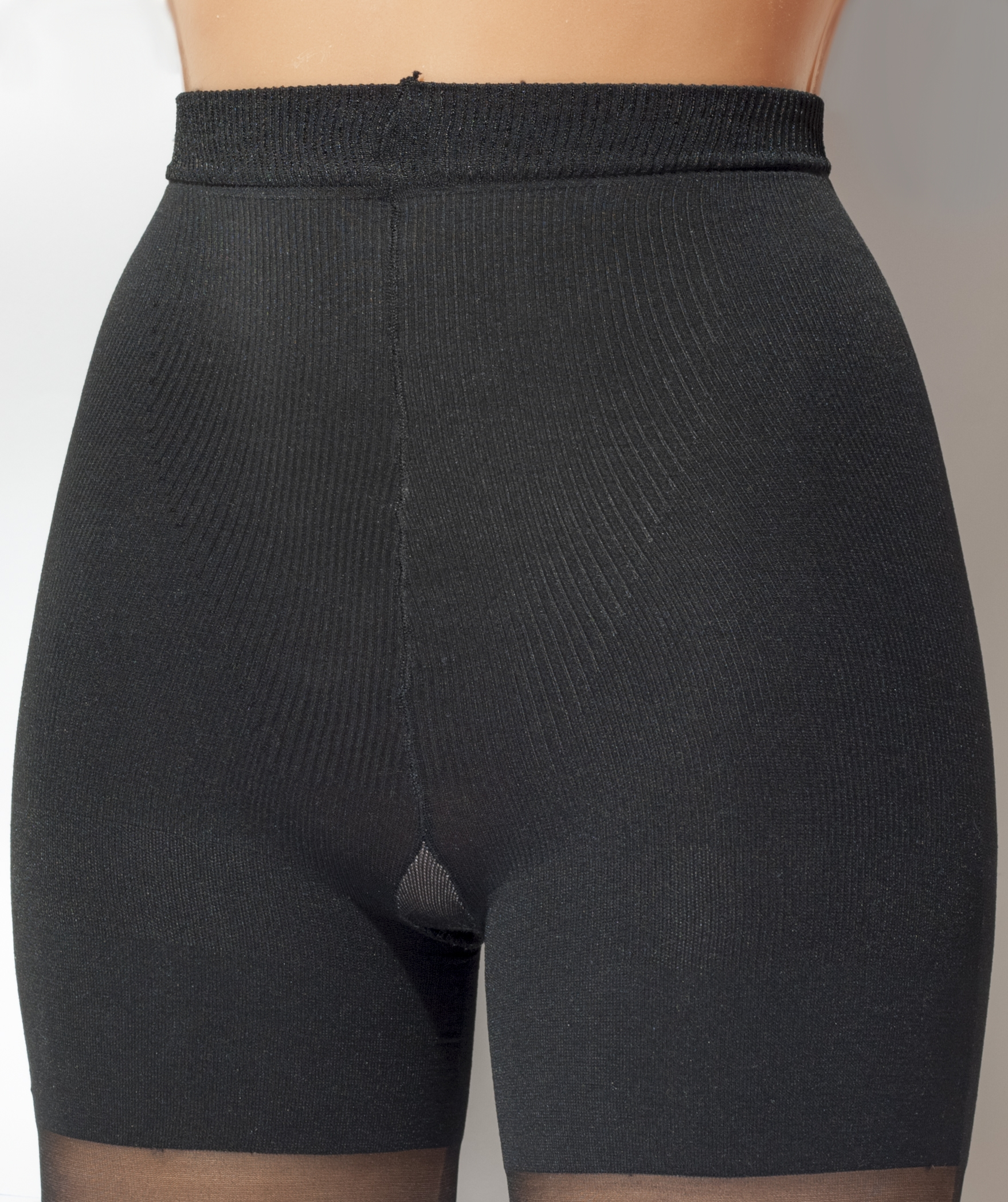
Spanx Shaping Pantyhose Super Control Sheers

Spanx wurde 2000 mit einem Startkapital von 5000 US$ von Sara Blakely gegründet und wurde 2019 mit etwa einer Milliarde USD bewertet. 2012 schaffte Blakely es damit auf das Cover des Forbes Magazines. Das Unternehmen stellt hauptsächlich Strumpfhosen und andere Unterwäsche für Frauen her und produziert seit 2010 auch Herrenunterwäsche.
Im Oktober 2021 erwarb das US-Investmenthaus Blackstone eine Mehrheitsbeteiligung an der Firma. Zu diesem Zeitpunkt hatte das Unternehmen ca. 750 Mitarbeiter, wurde mit 1,2 Mrd. US-Dollar bewertet und erzielte einen operativen Gewinn von 50–80 Mio. US-Dollar bei einem Umsatz von 300–400 Mio. US-Dollar pro Jahr. Zwei Drittel des Umsatzes machte das Unternehmen demnach im Online-Handel.

## Kritik
Die Kleidung des Unternehmens steht (wie jede Shapewear) bei häufigem Tragen in der Kritik, durch Einschnüren von Organen gesundheitsschädigend zu sein.